# Дорогинка (Казахстан)
Доро́гинка (каз. Дорогинка) — село у складі Сандиктауського району Акмолинської області Казахстану. Входить до складу Широківського сільського округу.
Населення — 230 осіб (2021; 262 у 2009, 535 у 1999, 615 у 1989).
Національний склад станом на 1989 рік:
- росіяни — 53 %;
- казахи — 30 %.